# Lech Matawowski

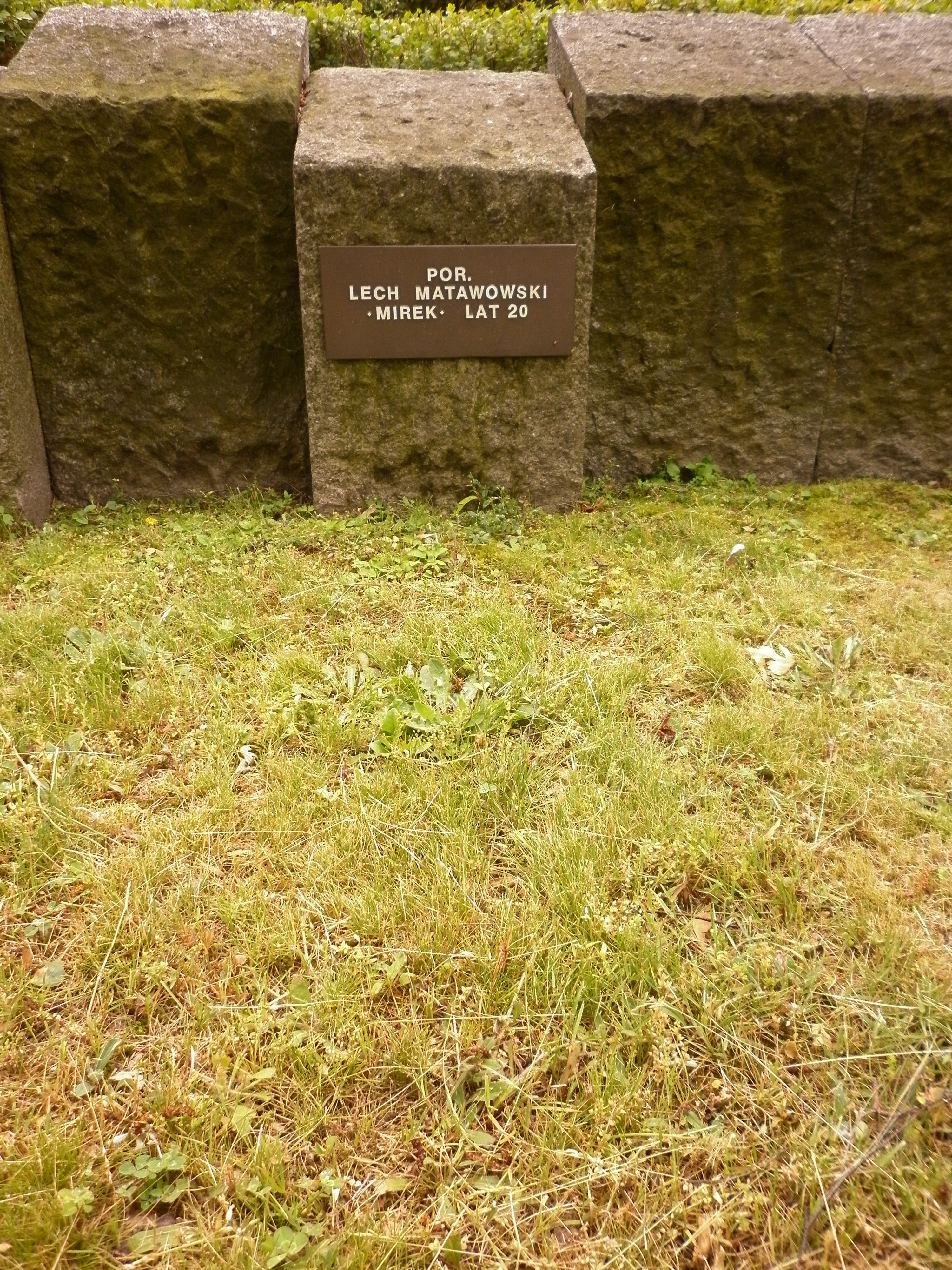
Grób Lecha Matawowskiego na cmentarzu Wojskowym na Powązkach w Warszawie

Lech Matawowski pseud. Mirek (ur. 21 kwietnia 1923 w Warszawie, zm. 8 sierpnia 1944 tamże) – działacz ZWM, oficer GL i AL, dowódca 1 kompanii w batalionie im. Czwartaków, powstaniec warszawski.

## Życiorys
Urodzony w rodzinie urzędniczej, syn Ludwika i Janiny z Ostrowskich, po 1939 uczył się w gimnazjum na tajnych kompletach. Wiosną 1943 wstąpił do ZWM, a jesienią 1943 przeszedł do GL i brał udział w organizowaniu młodzieżowego oddziału GL im. Czwartaków. Następnie został dowódcą 1 kompanii w tym batalionie. 23 października 1943 pod dowództwem Lecha Kobylińskiego „Konrada” brał udział w zamachu na przeznaczony tylko dla Niemców Bar Podlaski na rogu ul. Kruczej i Nowogrodzkiej, w którym zginęło 16 hitlerowców, a 32 zostało rannych. 13 listopada 1943 brał udział w konfiskacie pieniędzy w kasie teatralnej w Alejach Jerozolimskich; został wówczas ciężko ranny w przypadkowej strzelaninie z oddziałem Milicji Ludowej RPPS. Był instruktorem wojskowym w Komitecie Dzielnicowym PPR Śródmieście. 18 kwietnia 1944, po przeformowaniu oddziału w batalion AL, został dowódcą 1 kompanii. 29 lipca 1944 dowodził akcją rekwizycji żywności z niemieckich magazynów w Hali Mirowskiej. Po wybuchu powstania warszawskiego przyłączył się do oddziału AK „Sylwestra” i uczestniczył w zdobywaniu magazynów Spółdzielni Mleczarsko-Jajczarskiej przy ul. Hożej 51. 2 dni później opuścił oddział AK i przedostał się na Stare Miasto, a następnie walczył na Woli. 6 sierpnia 1944 został ciężko raniony pociskiem z czołgu i odesłany do Szpitala św. Łukasza, gdzie następnego dnia został zamordowany przez hitlerowców po opanowaniu przez nich szpitala. Pośmiertnie został awansowany na porucznika i odznaczony Krzyżem Srebrnym Orderu Virtuti Militari.
Został pochowany na cmentarzu Wojskowym na Powązkach w Warszawie (kwatera B6-9-11).